# 금빛초등학교 (부산)
금빛초등학교는 대한민국 부산광역시 금정구에 있는 공립 초등학교이다.

## 학교 연혁
| 2020.09.01 | 구쌍순 교장선생님 부임         |
| 2020.03.09 | 입학식 (133명,5학급) 예정      |
| 2020.02.21 | 제 8회 졸업식(졸업생 ： 151명) |
| 2019.02.21 | 제 7회 졸업식(졸업생 ： 145명) |
| 2018.03.01 | 교육실습협력학교 운영          |
| 2018.02.20 | 제 6회 졸업식(졸업생 ： 149명) |
| 2017.03.02 | 입학식 (155명,6학급)           |
| 2017.03.01 | 교육실습협력학교 운영          |
| 2017.02.17 | 제 5회 졸업식(졸업생 ： 119명) |
| 2016.09.01 | 김혜진 교장선생님 부임         |
| 2016.02.19 | 제 4회 졸업식(졸업생 ： 114명) |
| 2015.03.02 | 입학식 (174명, 6학급)          |
| 2015.03.01 | 정일호 교장선생님 부임         |
| 2015.02.17 | 제 3회 졸업식 (졸업생：112명)  |
| 2014.03.03 | 입학식(170명,5학급)            |
| 2014.03.01 | 31(3)학급 편성 학생수 (835명)  |
| 2014.02.17 | 제 2회 졸업식(졸업생 ： 80명)  |
| 2013.03.04 | 입학식( 167명, 6학급)          |
| 2013.03.01 | 29(3)학급 편성 학생수( 720명)  |

## 참고 자료
- 금빛초등학교 - 한국교육학술정보원 학교알리미